# Baltazaria nodus
Baltazaria nodus là một loài tò vò trong họ Ichneumonidae.